# Dicranoptycha atripes
Dicranoptycha atripes är en tvåvingeart som beskrevs av Alexander 1963. Dicranoptycha atripes ingår i släktet Dicranoptycha och familjen småharkrankar.
Artens utbredningsområde är Madagaskar. Inga underarter finns listade i Catalogue of Life.